# Jean Weill
Jean Weill war ein Schweizer Fechter. Er nahm an den Olympischen Sommerspielen 1900 in Paris teil, wo er im Florett für Amateure in der Vorrunde ausschied.